# Charles Janeway
Ne pas confondre avec son père Charles Alderson Janeway.
Pour les articles homonymes, voir Janeway.
Charles Alderson Janeway, Jr., né en 1943 et mort en 2003, est un immunologiste réputé qui a contribué à créer le domaine moderne de l'immunité innée. Membre de la National Academy of Sciences, il a occupé un poste de professeur à la faculté de médecine de l'Université de Yale et a été investigateur HHMI. 

## Biographie
Né le 5 février 1943 à Boston de Charles A. et de Elizabeth B. Janeway, il grandit à Weston dans le Massachusetts. Il étudie à la Phillips Exeter Academy à Exeter dans le New Hampshire, et au Harvard College, où il obtient son summa cum laude en 1963 avec un baccalauréat universitaire en chimie. Son intérêt pour la médecine est suscitée par ses parents : son père Charles Alderson Janeway est médecin en chef à l'hôpital pour enfants de Boston de 1946 à 1974, et sa mère est assistante sociale à l'hôpital Lying-In de Boston. 
En obtenant son diplôme de médecine de la Harvard Medical School en 1969, Charles fait partie d'une longue lignée familiale de médecins éminents. Outre son père, son grand-père, Theodore C. Janeway, a été le premier professeur de médecine à plein temps à la Johns Hopkins University School of Medicine, et son arrière-grand-père, Edward G. Janeway, était le commissaire à la santé de New York.